# Münchener Ruder-Club von 1880
Der Münchener Ruder-Club von 1880 e.V. ist ein Sportverein aus München.

## Geschichte und Lage
Am 14. April 1880 wurde der Ruder-Club gegründet. 1884 wurde das Bootshaus am Starnberger See eröffnet. 1882 war der Verein an der Gründung des Bayerischen Ruderverbands beteiligt. Ab 1883 gehörte der Münchener Ruder-Club auch zu den Mitgliedern des im März 1883 gegründeten Deutschen Ruderverbands. Ebenfalls 1883 beteiligten sich die Ruderer an der Gründung des Münchener Eislauf-Vereins von 1883, um einen Ausgleichssport für den Winter zu haben. Seit 1934 hat der Ruder-Club auch eine Frauenabteilung. 1972 war der Ruder-Club beteiligt an der Gründung der Rudergesellschaft München 1972.

## Bekannte Sportler
Bislang stellte der Ruder-Club drei Weltmeister.
Jochen Lerche war 1995 Weltmeister im Achter.
Robert Sens war 1998 Weltmeister im Zweier ohne Steuermann.
Simon Barr war 2014 und 2015 Weltmeister im Leichtgewichts-Achter.